# Nuance (groupe)
Nuance est un groupe musical québécois.

## Histoire
Le groupe est formé en Outaouais en 1975 par le guitariste Denis Lalonde, le claviériste Mario Dubé, le bassiste Mario Laniel et le batteur Daniel King. Il devient populaire après l'arrivée de la chanteuse Sandra Dorion, en 1983. Leurs principaux succès sont Amour sans romance en 1985 et Vivre dans la nuit en 1986,

## Membres
- Sandra Dorion, chanteuse (1983-)
- Denis Lalonde, guitariste (1975-)
- Mario Dubé, claviériste (1975-)
- Mario Laniel, bassiste (1975-)
- Daniel King, batteur (1975-)

## Lauréats et nominations

### Gala de l'ADISQ
- 1986 : Révélation de l'année
- 1987 : Groupe de l'année
- 1987 : 45-tours le plus vendu